# Fritz von Massenbach
Friedrich „Fritz“ Julius Eduard Freiherr von Massenbach (* 13. Mai 1861 in Ortelsburg; † 25. März 1915 in Berlin-Lichterfelde) war ein preußischer Landrat. Massenbach wirkte von 1894 bis 1895 kommissarisch als Landrat im Kreis Mohrungen der Provinz Ostpreußen und als bestätigter Landrat von 1895 bis 1915 im Kreis Flatow der Provinz Westpreußen.
Er heiratete am 24. April 1894 in Marienwerder Emma Wellenberg (* 9. Februar 1869 in Hannover; † 13. Mai 1948 in Stuttgart). Das Ehepaar hatte eine Tochter Emma, die den Eisenacher Kaufmann Heinrich Stöhr heiratete und in Stuttgart lebte. Die Eltern von Fritz waren Therese Richter, aus Königsberg stammend, und der kgl. preuß. Oberstleutnant Ulrich Freiherr von Massenbach.

## Ehrungen
- Verleihung des Charakters als Geheimer Regierungsrat am 27. Januar 1914